# Agnes Carlsson
Agnes Carlsson (ur. 6 marca 1988 w Vänersborg) – szwedzka piosenkarka muzyki pop i dance.
Zwyciężczyni drugiej edycji programu Idol (2005).

## Życiorys

### Rodzina i edukacja
Urodziła się 6 marca 1988 w Vänersborg. Jest najmłodszą z czworga dzieci inżyniera środowiska oraz pielęgniarki i pracownicy społecznej. W młodym wieku podjęła lekcje gry na skrzypcach i dołączyła do chóru Voice z Vänersborg. Pierwszy raz zaśpiewała jako solistka przed publicznością w szkole. Jako swoją muzyczną inspirację podaje amerykańskiego piosenkarza i autora tekstów Steviego Wondera.

### 2005–2007: Udział wIdolu,AgnesiStronger

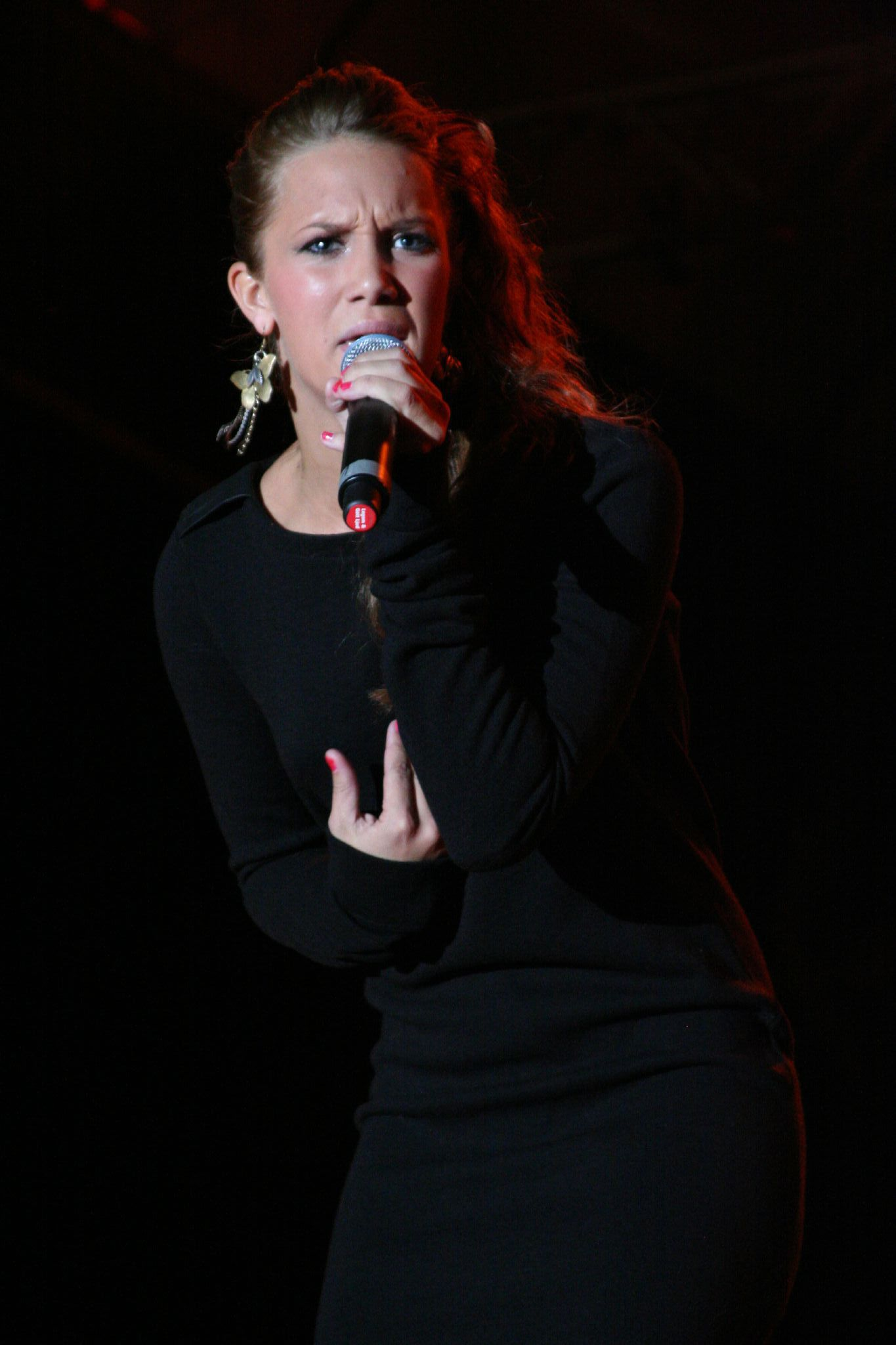
Carlsson (2006)

W 2005 zwyciężyła w finale drugiej edycji programu Idol, otrzymując 57% z miliona głosów publiczności. Po zwycięstwie w programie podpisała kontrakt muzyczny z Sony BMG i pod szyldem tej wytwórni wydała swój debiutancki singiel – „Right Here, Right Now (My Heart Belongs to You)”, który tydzień po premierze zadebiutował na pierwszym miejscu szwedzkiej listy najlepiej sprzedających się singli i utrzymywał się w zestawieniu przez sześć tygodni. Za sprzedaż singla w 40 tys. egzemplarzy odebrała certyfikat podwójnie platynowej płyty w Szwecji. 19 grudnia 2005 wydała swój debiutancki album studyjny, zatytułowany po prostu Agnes, za który uzyskała pozytywne recenzje. Wydawnictwo zadebiutowało na pierwszym miejscu listy najlepiej sprzedających się albumów w Szwecji i otrzymało status platynowej płyty w pierwszym tygodniu po wydaniu, sprzedawszy się w ponad 40 tysiącach kopii, a później w ok. 90 tys. egzemplarzy. Album promowała także singlem „Stranded”, który otrzymał pozytywne recenzje, ale nie osiągnął sukcesu komercyjnego, docierając do zaledwie 27. miejsca na szwedzkiej liście sprzedaży. Po wydaniu płyty wyruszyła w ogólnokrajową trasę koncertową.
22 sierpnia 2006 w programie telewizyjnym Sommarkrysset premierowo wykonała piosenkę „Kick Back Relax”, który wydała jako singiel 7 września i z którym zajęła drugie miejsce na liście sprzedaży w Szwecji. 11 października tego samego roku wydała album pt. Stronger, który zadebiutował na pierwszym miejscu listy sprzedaży, rozchodząc się w około 50 tysiącach kopii, za co później uzyskał certyfikat platynowej płyty. Z albumu pochodzi m.in. singiel „Love Is All Around”, który scoverowało wielu artystów, w tym Ricki Lee Coulter.
15 listopada 2006 wydała drugi singiel ze Stronger – „Champion”, który dotarł do 19. miejsca na krajowej liście przebojów. Na początku 2007 wyruszyła w trasę koncertową po kraju. W grudniu razem z piosenkarzem Månsem Zelmerlöwem dołączyła do bożonarodzeniowej kampanii firmy odzieżowej MQ, a w ramach promocji marki nagrała z nim cover piosenki Mariah Carey, „All I Want for Christmas Is You”, który dotarł do trzeciego miejsca na szwedzkiej liście sprzedaży i otrzymał status złotej płyty za 10 tysięcy sprzedanych kopii.

### 2008–2009:Dance Love Pop, opuszczenie Sony BMG i międzynarodowa kariera

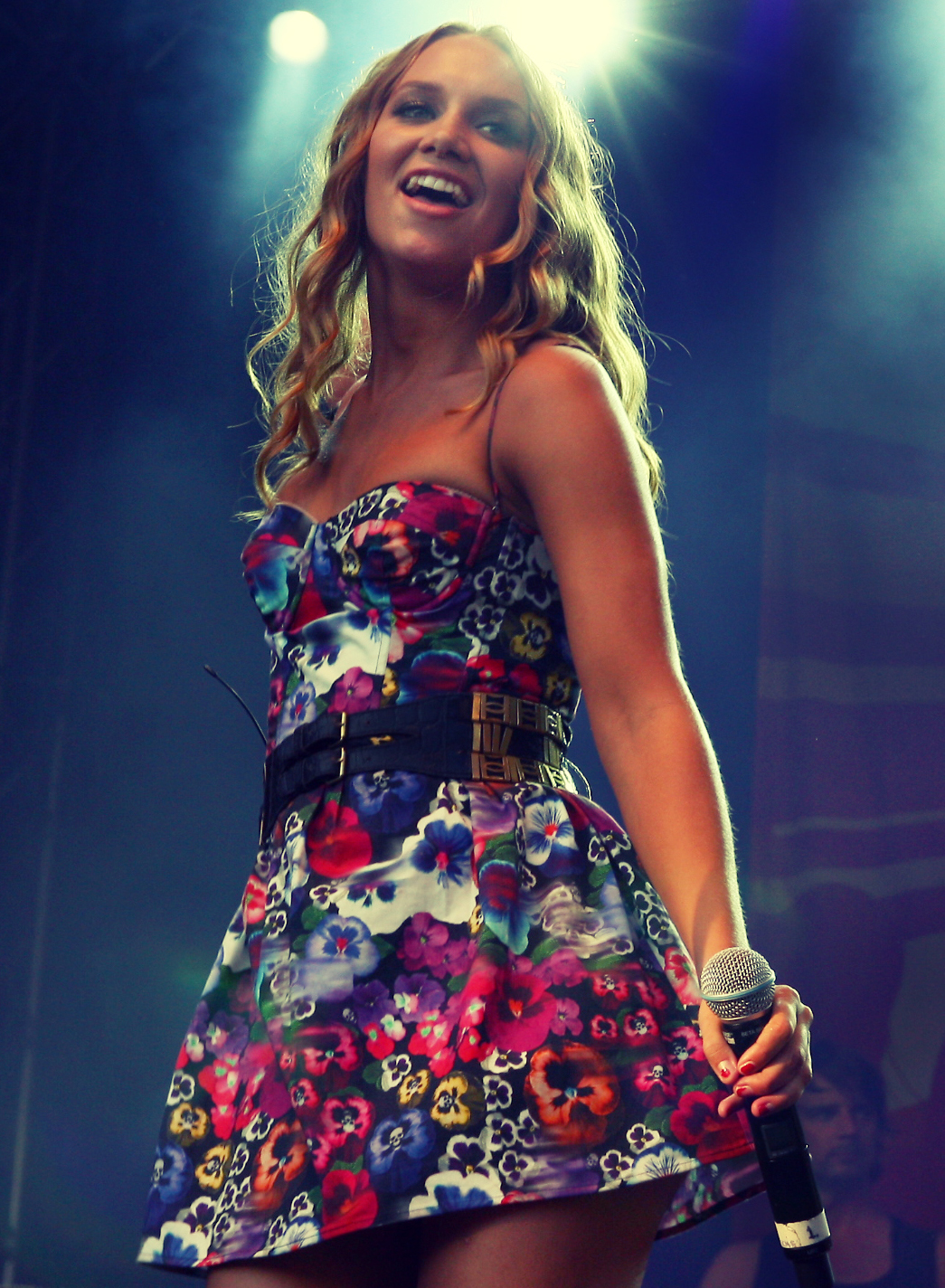
Carlsson (2009)

Na początku 2008 poinformowano o zakończeniu współpracy Agnes z Sony BMG z powodu „różnic artystycznych”. Następnie podpisała kontrakt z wytwórnią Roxy Recordings, pod której szyldem 11 sierpnia wydała singiel „On and On”, który po raz pierwszy wykonała na żywo 16 sierpnia 2008 w programie Sommarkrysset. Singiel utrzymał się przez cztery tygodnie na ósmym miejscu szwedzkiej listy przebojów i osiągnął status złotej płyty. 28 października 2008 wydała album pt. Dance Love Pop, który zadebiutował na piątym miejscu krajowej listy sprzedaży, rozchodząc się w blisko 10 tysiącach kopii. 24 listopada wydała singiel „Release Me”, który dotarł do dziewiątego miejsca na krajowej liście przebojów i uzyskał certyfikat złotej płyty. W marcu 2009 z utworem „Love Love Love” zajęła ósme miejsce w finale programu Melodifestivalen 2009 wyłaniającego reprezentanta Szwecji w 54. Konkursie Piosenki Eurowizji. Singiel zajął czwarte miejsce na krajowej liście przebojów i znalazł się na dwupłytowej reedycji albumu Dance Love Pop, która została wydana 1 kwietnia 2009 i zajęła 12. miejsce na krajowej liście sprzedaży.
Dzięki udziałowi Agnes w Melodifestivalen 2009 utwór „Release Me” wiosną 2009 został dostrzeżony za granicą, dlatego wytwórnia Roxy Recordings zaczęła promować go na międzynarodowym rynku. Singiel z piosenką najpierw wydano w Danii, gdzie doszedł do szóstej pozycji na topliście, sprzedając się w prawie 25 tysiącach kopii). Agnes podpisała także kontrakt z niezależną wytwórnią 3Beat z Wielkiej Brytanii, gdzie singiel z „Release Me” ukazał się 31 maja 2009 i stał się przebojem, docierając do trzeciego miejsca na UK Singles Chart i utrzymując się w pierwszej dziesiątce notowania przez wiele tygodni, a po ośmiu tygodniach od premiery osiągnął status srebrnej płyty za sprzedaż prawie 300 tysięcy kopii w kraju. Singiel osiągnął sukces komercyjny także w innych krajach, m.in. w Irlandii, Francji, Belgii, Włoszech i Niemczech. Agnes pod koniec lipca wystąpiła w Australii po podpisaniu kontraktu z lokalnym oddziałem wytwórni Warner Music Group, a jej singiel „Release Me” zajął 11. miejsce na australijskiej liście przebojów.
Na drugim międzynarodowy singiel Agnes został wybrany utwór „On and On”, który dotarł do 40. miejsca w Holandii, następnie został wydany w Niemczech, Austrii, Szwajcarii, Węgrzech i Wielkiej Brytanii, a także dotarł na listy przebojów w obszarach francuskojęzycznej Europy, m.in. na ósme miejsce w Belgii. Agnes nagrała także francuskojęzyczną wersję tej piosenki – „On ae donne”, która dotarła do 14. miejsca na French Download Chart i 37. miejsce na liście przebojów w Szwajcarii. Na potrzeby promocji na brytyjskim rynku nagrała nową wersję singla „I Need You Now”, z którą dotarła do 40. miejsca na brytyjskiej liście przebojów i piąte miejsce w tamtejszym zestawieniu przebojów dance. Nowa wersja „I Need You Now” wydana została także w Szwecji, gdzie dotarł do ósmego miejsca listy przebojów, stając się siódmym utworem Agnes, który trafił do pierwszej dziesiątki w Szwecji. Piosenka została wydana także w kilku innych krajach, m.in. we Włoszech, Holandii, Norwegii i Australii, lecz nie odniosła sukcesu w notowaniach.

### Od 2010: Królewskie wesele i czwarty album studyjny

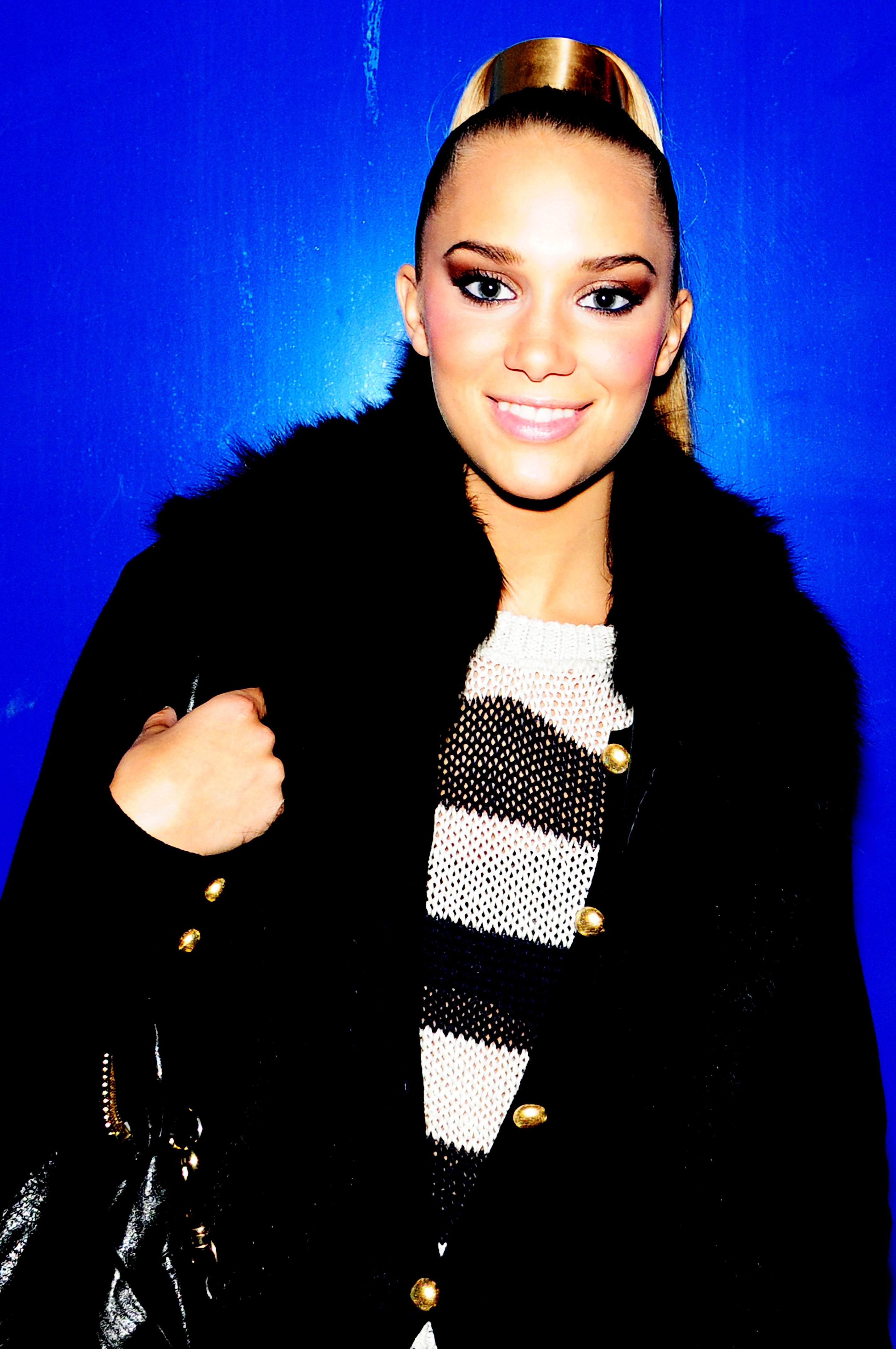
Agnes w programie Sommarkrysset (2012)

W lipcu 2009 przedstawiciele amerykańskiej firmy nagraniowej Geffen Records ogłosili podpisanie kontraktu z Agnes i wydanie singla „Release Me” w Stanach Zjednoczonych. Piosenkarka za podpisanie kontraktu dostała milion dolarów. Na początku 2010 grupa składająca się z 35 osób zaczęła snuć plany, jak wypromować Agnes i uczynić z niej gwiazdę sceny pokroju Lady Gagi w Ameryce. 27 sierpnia 2009 dała swój pierwszy występ w USA, śpiewając na imprezie z okazji wydania jej singla „Release Me”. Obecny na wydarzeniu dyrektor generalny Interscope Records, Ron Fair, powiedział później: „Ona ma to wszystko: jest niezwykłą piosenkarką, wygląda dobrze, jest nieustraszona i pokorna. Jest mieszanką Alanis Morissette, Gwen Stefani i Christiny Aguilery”. Promowanie Agnes w Stanach i Kanadzie kontynuowane było wiosną 2010 roku, a latem tego samego roku „Release Me” zostało wysłane do głównych rozgłośni radiowych w Ameryce.
W lutym 2010 ogłoszono, że trzecim francuskim singlem Agnes będzie piosenka „Sometimes I Forget”. 19 czerwca razem z Björnem Skifsem wystąpiłą jako gość muzyczny na weselu Wiktorii Bernadotte i Daniela Westlinga, na którym zaśpiewała utwór „When You Tell the World You're Mine” napisany specjalnie na tę okazję. Piosenka została wydana w Szwecji jako singiel i trafiła do pierwszego miejsca na tamtejszej liście przebojów, poza tym zajęła 19. miejsce w notowaniu przebojów w Finlandii.
5 sierpnia 2011 podczas wyborów Mr. Gay Sweden zaprezentowała premierowo singiel „Don't Go Breaking My Heart”, którym zapowiedziała swój kolejny album.

## Styl muzyczny i wpływy
Agnes wystartowała w szwedzkim idolu i kiedy przychodziło jej wybierać piosenki do programu próbowała każdego gatunku. Pierwszą piosenką, jaką zaśpiewała w szwedzkiej telewizji było „Varje gång jag ser dig” (Za każdym razem, gdy Cię widzę), soulową balladę z silnym tekstem miłosnym. Poprzez cały program zaskakiwała swoim wokalem w piosenkach takich jak: „Flashdance... What a Feeling”, „I’m So Excited”, „Young Hearts Run Free” czy „Can’t Take My Eyes Off You”. Już na początku swojej kariery powiedziała, że jej największą inspiracją jest twórczość legendarnego piosenkarza soul, Steviego Wondera. Dwa pierwsze albumy studyjne artystki opierały się głównie na R&B, soulu i muzyce pop, czyli stylu, który pokazała podczas występów w Idolu.
Po opuszczeniu Sony Music i podpisaniu kontraktu z Roxy Recordings, Agnes zmieniła swój styl w kierunku dance’u a muzyki klubowej, została skierowana do autora tekstów i producenta Andersa Hanssona. Artystka wspomniała: “Powiedzieli mi, że powinnam najpierw się z nim spotkać i sprawdzić, czy się polubimy, niż tylko razem pracować.” Mieli rację, więc gdy Hansson zakończył produkcję albumu, pomógł Agnes zrealizować jej wizję – taniec, miłość i pop (Dance Love Pop) razem na jednym albumie. “Wiele rzeczy się dla mnie zmieniło, gdy zaczęłam pracę nad albumem. Naprawdę to polubiłam, ponieważ wiedziałam, że chcę zrobić coś kompletnie różnego od dwóch pozostałych [płyt]. Chciałam zrobić piosenki szybkie, dyskotekowe piosenki i naprawdę chciałam pracować z Andersem [Hanssonem], bo on czuł to samo.” Wydanie pierwszego singla „On and On” z jej trzeciego albumu, natychmiast pokazało wyraźną zmianę kierunku artystycznego w jej muzyce. Zostało to zauważone przez krytyków i wszystkim spodobał się jej nowy styl. Mówiono: “Album pasuje na parkiet każdej dyskoteki, gdyż muzyka na nim wywołuje rozrywkowy nastrój.” i “Agnes Carlsson raz na zawsze pozbyła się pyłu „Idola”.”
Największą inspiracją dla Agnes, jak wiele razy deklarowała, jest twórczość soulowych piosenkarek, takich jak Beyoncé, Whitney Houston czy Janet Jackson. W wywiadzie powiedziała, że kiedy jest sama w domu, zawsze puszcza piosenki Whitney Houston i Beyoncé “na pełny regulator” i śpiewa. “Głos Whitney jest bardzo emocjonalny, a jedną z rzeczy, którą nauczyłam się przez słuchanie jej, to że najważniejsze jest dać emocjom wejść.”

## Dyskografia
Albumy studyjne
- 2005: Agnes
- 2006: Stronger
- 2008: Dance Love Pop
- 2012: Veritas